# Oranjeborstbosakalat
De oranjeborstbosakalat (Stiphrornis erythrothorax) is een zangvogel uit de familie Muscicapidae (Vliegenvangers).

## Verspreiding en leefgebied
Deze soort komt voor in westelijk Afrika en telt vier ondersoorten:
- S. e. erythrothorax: van Sierra Leone tot zuidwestelijk Ghana.
- S. e. gabonensis: van Ghana tot noordelijk Gabon, Bioko.
- S. e. dahomeyensis: zuidelijk Benin en zuidoostelijk Ghana.
- S. e. inexpectatus: zuidwestelijk Ghana.